# Crotalaria pseudodiloloensis
Crotalaria pseudodiloloensis är en ärtväxtart som beskrevs av Rudolf Wilczek. Crotalaria pseudodiloloensis ingår i släktet sunnhampor, och familjen ärtväxter. Inga underarter finns listade i Catalogue of Life.